# Долний Лакош
Долний Лакош (словен. Dolnji Lakoš) — поселення в общині Лендава, Помурський регіон, Словенія. Висота над рівнем моря: 160,83 м.